# Петар Ђорђевић
Петар Ђорђевић (Пирот, 1943 — Пирот, јануар 2022) био је српски академски сликар. После завршене Уметничке школу у Нишу, дипломирао, а потом и магистрирао на Академији ликовних уметности у Београду 1969. године у класи професора Љубице Цуце Сокић. Усавршавао се четири године у Паризу. Члан је УЛУС-а од 1970. године. Своја ликовна дела први пут је излагао у Београду 1966. године, а током четворогодишњег боравка у Паризу излагао је и на престижном Париском мајском салону заједно са Пикасом.

## Живот и каријера
Рођен је 1943. године у Пироту. Основна школовање завршио је у Пироту а средње у уметничкој школи у Нишу. Ликовну академију у Београду завршио је 1969. у класи професорке Љубице Цуце Сокић. На истом факултету магистрирао је 1972. године.
Од 1972. до 1975. године за време усавршавања у Паризу, међународној јавности се предствио сликом „На прелазу” насталом у Паризу 1973. године. Слику је излагао заједно с Пикасом на престижном Мајском салону 1973. године.
Први пут је своја ликовна дела у Србији излагао 1966. године у Београду. Као слободан уметник излагао је на више самосталних и групних изложби у Југославији, Србији и иностранству.
Члан је УЛУС-а је од 1970. године. Једно време бавио се и педагошки радом, као професор на Високој школи струковних студија за образовање васпитача.
Живео је и стварао у родном Пироту. Преминуо је јануара 2022. године. Сахрањен је на Пазарском гробљу у Пироту 14. јануара 2022.

## Признања
Слике Петра Ђорђевића као знак признања за његово ликовно дело, налазе се су у сталној поставци Музеја савремене уметности у Београду и у бројним приватним збиркама у земљи и иностанству.
Добитник је Награде за цртеж на Факултету ликовних уметности 2008. године, и више других награда за свој уметнички рад.
Уврштен је међу 100 најеминентнијих сликара данашњице у књизи „Мајстори данас - Сто сликара света", у којој је, према избору лондонских издавача, добио две странице.
У међународном издању „Савременa уметност”, као једини сликар из Србије нашао се и Петар Ђорђевић у групи заједно са 250 одабраних сликара.

## Ликовно стваралаштво
Ђорђевић припада групи уметника фигуративног сликарства. Од 2003. године ствара сопствени циклус под називом „Историја уметности у негативу”.
У својим делима он је фасциниран предметима – машинама, али ту своју фасцинацију не завршава навођењем њихове утилитарне и хладне функције, већ ту почиње узбудљиво путовање. И цвеће и машине (и портрета као мотив цртежа) Ђорђевић смешта у снажан цртачки рукопис, уз стрпљење и пажњу за сваки од наведених делова.
Петар Ђорђевић, према ликовној критици проф. др Драгане Станаћев Пуаче, са Факултета ликовних уметности у Београду...улази у објекат – машину, обухвата га и проширује на цео простор слике, раздвајајући га на елементе који је чине. Овако посматрани садржај пролази кроз непредвидиве поетске трансформације и уводи нас у један посебан и никад виђен свет. Слика прво делује својим затварањем, а затим се отвара за неочекиване обрте. Овај контекст оквира за слике треба усвојити кроз следећа читања. Мотив је динамички степенован, замена садржаја се врши неприметно, и невидљиво. Цртежи прате исти принцип и умножавају садржај: од цртежа груди и лобање, преко низа ружа – портрета металног сјаја. И овде је мотив степенован, наводећи снажно и снажно супротстављене планове људског живота, од осетљивог и благог схватања људске посебности и карактера, до анатомско аналитичког погледа: цртежи имају функцију крвотока. Радови Петра Ђорђевића обнављају енергију атељеа.
Последњи пут је своје слике излагао 2019. године у Галерији „Чедомир Крстић” на изложби под називом „Бескрајно сликарство: 50 година сликарских вибрација”,  у родном граду Пироту. Овом изложбом обележио је 50 година уметничког рада.

## Изложбе

### Самосталне
- 2019. - Изложба слика под називом „Бескрајно сликарство: 50 година сликарских вибрација”, Галерији „Чедомир Крстић”, Пирот
- 2015. - Изложба слика и цртежа под називом "Анатомске вежбе" у галерији Коларац, Београд
- 2011. - Изложба лика у галерији Завода за проучавање културног развоја, Београд

### Групне
- 2015. - Годишња изложба у галерији Коларац, Београд
- 2015. - Изложба нових чланова УЛУС-а у Уметничком павиљону Цвијета Зузориц, Београд
- 2014. - Изложба 30к30, Зрењанин
- 2012. - Фестум, Галерија СКЦ, Београд
- 2012. - Изложба радова архитеката ликовних и примењених уметности, Градска галерија Ивањица
- 2011. - Шеста изложба "Младост" коју организује Ниш Арт Фоундатион у Нишу, Новом Саду и Београду
- 2010. - Пролећна изложба у Ликовном павиљону Цвијета Зузориц, Београд